# Melieria immaculata
Melieria immaculata är en tvåvingeart som beskrevs av Becker 1907. Melieria immaculata ingår i släktet Melieria och familjen fläckflugor. Inga underarter finns listade i Catalogue of Life.